# Scambus kamijoi
Scambus kamijoi är en stekelart som beskrevs av Setsuya Momoi 1973. Scambus kamijoi ingår i släktet Scambus och familjen brokparasitsteklar. Inga underarter finns listade i Catalogue of Life.